# Rio Caveiras
Rio Caveiras är ett vattendrag i Brasilien.   Det ligger i delstaten Santa Catarina, i den södra delen av landet, 1 300 km söder om huvudstaden Brasília.
I omgivningarna runt Rio Caveiras växer huvudsakligen savannskog. Runt Rio Caveiras är det mycket glesbefolkat, med 7 invånare per kvadratkilometer.